# Kung Karls drapa
Kung Karls drapa är en svensk sång komponerad vid Karl XV:s frånfälle, år 1872, för manskör av politikern, författaren och kompositören Gunnar Wennerberg. Titeln till trots, en dikt tillägnad en svensk kung, är "drapan" blott en vers lång med sex rader, men med vikingakvädets typiska versmått av rytm och inrim.